# Józef Górzyński
Józef Górzyński (Żelechów, 5 de março de 1959) é um clérigo polonês e arcebispo católico romano de Vármia .

## Vida
Józef Górzyński recebeu o sacramento da ordenação do Cardeal Józef Glemp em 2 de junho de 1985. De 1985 a 1987 foi vigário em Grójec. De 1987 a 1992 estudou no Colégio da Ordem Beneditina, o Pontifício Ateneu de Santo Anselmo. Em seguida, tornou-se prefeito do Seminário do Arcebispo de Varsóvia e, em 1993, professor de liturgia . Em 1997, ele estava na Academia de Teologia Católica, agora Cardeal Stefan Wyszyński University em Varsóvia , para Theologiae Doctor Ph.D. . Em 1999, ele se tornou presidente da Comissão Teológica para a Renovação no Espírito Santo.
De 2002 a 2007 Vice-Presidente da Comissão Litúrgica da Arquidiocese de Varsóvia e de 2004 a 2012 foi pároco da Paróquia da Imaculada Conceição da Bem-Aventurada Virgem Maria em Varsóvia. De 2008 a 2013 foi membro do Conselho Sacerdotal da Arquidiocese de Varsóvia e de 2012 a 2013 moderador da Cúria.
Em 4 de novembro de 2013 nomeou-o Papa Francisco ao bispo titular de Leontium e ordenou que ele bispo auxiliar em Varsóvia. O Arcebispo de Varsóvia, Cardeal Kazimierz Nycz , doou a ele e ao Bispo Auxiliar Rafał Markowski, que foi nomeado na mesma época, a ordenação episcopal em 7 de dezembro do mesmo ano ; Os co- consagradores foram o Bispo emérito de Varsóvia-Praga , Kazimierz Romaniuk , e o Núncio Apostólico na Polónia, Arcebispo Celestino Migliore .
Na Conferência Episcopal Polonesa, ele é membro do Comitê para os Serviços Divinos e a Ordem dos Sacramentos.
O Papa Francisco o nomeou arcebispo coadjutor de Vármia em 10 de fevereiro de 2015 . A inauguração ocorreu dois dias depois. Com a renúncia de Wojciech Ziemba em 15 de outubro de 2016, ele o sucedeu como Arcebispo de Vármia.